# SN 1999aq
SN 1999aq – supernowa typu Ia odkryta 20 lutego 1999 roku w galaktyce A093810-0508. W momencie odkrycia miała maksymalną jasność 18,80m.